# Rudi Hoffmann
Rudolf Hoffmann, noto come Rudi Hoffmann (Östringen, 11 febbraio 1935 – 16 ottobre 2020), è stato un calciatore tedesco, di ruolo centrocampista.

## Carriera

### Club

#### Competizioni nazionali
- Coppa di Germania: 1

Stoccarda: 1957-1958